# D'Arcy Wentworth Thompson
Sir D'Arcy Wentworth Thompson CB FRS FRSE (2 de maio de 1860 — 21 de junho de 1948) foi um biólogo e matemático escocês. Viajou em expedições ao estreito de Bering e foi professor de história natural na University college, Dundee durante 32 anos e em St Andrews durante 31. Foi eleito membro da Royal Society, armado cavaleiro, e recebeu a Medalha Darwin e a Medalha Daniel Giraud Elliot.
Pioneiro da biologia matemática, é lembrado principalmente como autor do livro publicado em 1917 On Growth and Form, uma explicação da morfogénese, o processo através do qual os padrões e estruturas do corpo são formadas em animais e plantas.
A descrição de Thompson da beleza matemática da natureza e das bases matemáticas das formas dos seres vivos estimularam pensadores tão diversos como Julian Huxley, C. H. Waddington, Alan Turing, Claude Lévi-Strauss, Eduardo Paolozzi, Le Corbusier, Christopher Alexander e Mies van der Rohe.
Peter Medawar, laureado em com o Prémio Nobel de Medicina, chamou-lhe "a melhor obra literária em todos os anais da ciência registados em inglês".